# STS–86
Az STS–86 jelű küldetés az amerikai űrrepülőgép-program 87., a Atlantis űrrepülőgép 20. repülése.

## Jellemzői
A Shuttle–Mir program keretében a 7. dokkoló küldetés volt. Az előző küldetések az STS–71, az STS–74, az STS–76, az STS–79, az STS–81, és az STS–84 voltak.

## Első nap
1997. szeptember 26-án a szilárd hajtóanyagú gyorsítórakéták, Solid Rocket Booster(SRB) segítségével Floridából, a Cape Canaveral (KSC) Kennedy Űrközpontból, a LC39–A (LC–Launch Complex) jelű indítóállványról emelkedett a magasba. Az orbitális pályája 91,9 perces, 51,6 fokos hajlásszögű, elliptikus pálya perigeuma 354 kilométer, az apogeuma 381 kilométer volt. Felszálló tömeg indításkor 122 354 kilogramm, leszálló tömeg 114 185 kilogramm. Szállított hasznos teher 8375 kilogramm
A 10 napos küldetésből 5 napot dokkolva, a legénység együttesen végezte misszióját. Logisztikai szállítás – több mint 4 tonna (víz, élelmiszer, kutatási anyagok, eszközök) – történt, visszafelé tudományos anyagok és hulladék került a raktérbe. Az utolsó Atlantisz küldetés a Mir űrállomáson, programját követően kikerült a forgalomból, nagyjavítás- és fejlesztés alá esett. Michael Foale űrszolgálatának gátat szabott a Progressz űrhajó okozta ütközés. Foale a javításhoz szükséges orosz szkafandert méretproblémák miatt nem tudta felvenni. Szétválást követően a Atlantisz vizsgálatot végzett a megsérült Mir űrállomás külső felületén.

## Hasznos teher
1. SpaceHab mikrogravitációs laboratóriumban a legénység elvégezte az előírt programokat.
2. Space Portable Spectroreflectometer (SPSR) – egy új, kézi műszer, amely az űrséták (kutatás, szerelés) alatt méri az űrhajósokat érő környezeti hatásokat (sugárzás, hőhatás, mikro-meteorok).
3. Protein Crystal Growth (IPCG) – az első interferométer alkalmazása (rendkívül pontos mérést tett lehetővé) a protein kristályok (gyógyszeralapanyagok) növekedésének ellenőrzésére. Összesen három kísérleteket végeztek hat folyadék mintában.
4. Commercial Protein Crystal Growth (CPCG) – két részből állt: egy hűtőszekrény/inkubátor modulból (CRIM), valamint egy páradiffúziós berendezésből (CVDA). Kereskedelmi megrendelésre nagy tisztaságú gyógyszeralapanyag előállítása.
5. Cosmic Radiation Effects and Activation Monitor (CREAM) - a kozmikus sugárzás hatásainak vizsgálata (energia veszteségi spektrumok, neutron fluxus, indukált radioaktivitás) aktív- és passzív monitor segítségével.
6. Cell Culture Module-A (CCM-A) – az űrhajósok orvosbiológiai vizsgálatával ellenőrizni az izom-, csont -és endothel veszteséget, a stressz állapotot, hogy értékeljék a citoszkeletont, az anyagcserét, valamint tesztelték a veszteségek csökkentésére szánt gyógyszerek hatékonyságát.
7. Shuttle Ionospheric Modification with Pulsed Local Exhaust (SIMPLEX) – három radar (Arecibo, Kwajalein, Jicamarca) segítségével ionoszféra vizsgálatokat végeztek.
8. Radiation Monitoring Experiment-III (RME-III) – kettő NASA oktatási (Seeds in Space -II és KidSat) vizsgálat az űrállomást, az űrhajósokat ért sugárzási fajtákról.
9. Structural Dynamics Experiment (MISDE) – a Mir űrállomáson előforduló zavarok (energia, eszközök) mérését segítette (az űrállomáson maradt). Az ütközés miatti szivárgás helyét, a szennyeződés mértékét is behatárolták.

### Űrséták
A terv szerinti űrsétán, az STS–76 küldetésén Linda Godwin és Rich Clifford által, a Mir külső oldalán elhelyezett négy mérőtartályt (MEEP) nyerték vissza. Tesztelték az amerikai űrruha szabad mozgást biztosító hátizsákjának (fúvókák, tolóerő) alkalmazhatóságát (mozgás, szerelés, hűtés).
(zárójelben a dátum és az időtartam)
- EVA 1: Parazynski és Tyitov (1997. október 1., 5 óra 01 perc)

## Tizedik nap
1997. október 6-án a Kennedy Űrközponton (KSC), kiinduló bázisán szállt le. Összesen 10 napot, 19 órát, 22 percet és 12 másodpercet töltött a világűrben. 7 000 000 kilométert (4 300 000 mérföldet) repült, 170 alkalommal kerülte meg a Földet.

## Személyzet
(zárójelben a repülések száma az STS–86 küldetéssel együtt)
- James Donald Wetherbee (4), parancsnok
- Michael John Bloomfield (1), pilóta
- Vlagyimir Georgijevics Tyitov (5), kutatásfelelős - Orosz Szövetségi Űrügynökség (RKA)
- Scott Edward Parazynski (2), kutatásfelelős
- Jean-Loup Chrétien (3), kutatásfelelős - Francia Űrügynökség (CNES)
- Wendy Barrien Lawrence (2), kutatásfelelős
- David Alexander Wolf (2), kutatásfelelős/Mir fedélzeti mérnök

### Tartalék személyzet
- David Alexander Wolf kutatásfelelős

### Visszatérő személyzet
- James Donald Wetherbee (4), parancsnok
- Michael John Bloomfield (1), pilóta
- Vlagyimir Georgijevics Tyitov (5), kutatásfelelős
- Scott Edward Parazynski (2), kutatásfelelős
- Jean-Loup Chrétien (3), kutatásfelelős
- Wendy Barrien Lawrence (2), kutatásfelelős
- Michael Colin Foale (4), Mir fedélzeti mérnök/kutatásfelelős